# Victor Debonneville
Victor Debonneville (* 5. Februar 1829 in Gimel; † 11. März 1902 ebenda; heimatberechtigt in Gimel) war ein Schweizer Politiker (FDP).

## Biografie
Debonneville bildete sich von 1851 bis 1852 in Lausanne zum Notar aus. Nach seiner aktiven Politikerkarriere eröffnete er 1899 sein Notariatsbüro in Gimel wieder.
Im Jahr 1857 folgte die Wahl zum Gemeindepräsidenten seines Heimatortes; er hatte dieses Amt bis 1882 inne. Als radikal-konservatives Mitglied des Grossen Rats des Kantons Waadt hatte er von 1857 bis 1885 Einsitz. Von 1878 bis 1880 war er für zwei Jahre im Ständerat. 1884 zuerst Mitglied des Verfassungsrats, wurde er 1885 in den Staatsrat des Kantons Waadt gewählt und stand dort bis 1899 dem Departement des Innern vor.
Im Bankrat der Waadtländer Kantonalbank vertrat er die Aktionäre sowie die Société vaudoise de secours mutuels. Er erarbeitete Gesetze für notleidende Kinder und trieb die Reorganisation des Spitalwesens aus.
In der Schweizer Armee war er Major und von 1874 bis 1876 Grossrichter am Militärgericht.